# Александер Завадзки
Алекса̀ндер Зава̀дзки (на полски: Aleksander Zawadzki) е полски политик, комунистически деец и дивизионен генерал. Вицепремиер през 1949 г. и 1950 – 1952 г., както и председател на Държавния съвет на Полската народна република в периода (1952 – 1964 г.).